# Vladimiro Schettina
Vladimiro Schettina Chepini (Asunción, 3 ottobre 1955) è un ex calciatore paraguaiano, di ruolo difensore.